# بيرت كرامر
بيرت كرامر (بالإنجليزية: Bert Kramer)‏ هو ممثل أمريكي، ولد في 10 أكتوبر 1934 في الولايات المتحدة، وتوفي في 20 يونيو 2001 بلوس أنجلوس في الولايات المتحدة.

## أعمال

### أفلام
- (1997) بركان[2]

## وصلات خارجية
- بيرت كرامر على موقع IMDb (الإنجليزية)
- بيرت كرامر على موقع ألو سيني (الفرنسية)
- بيرت كرامر على موقع أول موفي (الإنجليزية)
- بيرت كرامر على موقع قاعدة بيانات الأفلام السويدية (السويدية)
- بيرت كرامر على موقع كينوبويسك (الروسية)